# Resolució 1309 del Consell de Seguretat de les Nacions Unides
La Resolució 1309 del Consell de Seguretat de les Nacions Unides, adoptada per unanimitat el 25 de juliol de 2000 després de reafirmar totes les resolucions anteriors del Sàhara Occidental, en particular la resolució 1108 (1997), 1292, 1301 i 1308 el Consell va ampliar el mandat de la Missió de Nacions Unides pel Referèndum al Sàhara Occidental (MINURSO) fins al 31 d'octubre de 2000.
El Consell de Seguretat va reiterar el seu suport a la MINURSO per aplicar el Pla de Regularització i els acords de les parts per celebrar un referèndum sobre l'autodeterminació per als habitants del Sàhara Occidental. Va assenyalar que es mantenien diferències fonamentals entre el Marroc i el Front Polisario sobre les interpretacions de les principals disposicions del Pla de Negociació i lamenta que no es va realitzar cap avanç a la trobada de juny de 2000 a Londres.
El mandat de la MINURSO es va ampliar amb l'expectativa que es reunís sota els auspicis de l'Enviat Personal del Secretari General de les Nacions Unides per a futurs debats on resoldre les àrees de desacord. Es va demanar al Secretari General que avalués la situació abans de finalitzar el mandat de la MINURSO.